# Yankuba Minteh
Yankuba Minteh (født 22. juli 2004) er en gambiansk professionel fodboldspiller, som spiller for Premier league-klubben Brighton & Hove Albion og Gambias landshold.

## Klubkarriere

### Odense Boldklub
Efter en succesfuld prøvetræning, så skiftede Minteh i august 2022 til Odense Boldklub. Han debuterede for førsteholdet den 10. september i en kamp imod FC København, hvor han endte med at score det vindene mål i en 2-1 sejr.

### Newcastle United

#### Skifte og leje til Feyenoord
Minteh skiftede i juni 2023 til Newcastle United i en aftale som gjorde ham til OB's dyreste salg nogensinde. Han blev med det samme udlejet til hollandske Feyenoord for 2023-24 sæsonen.

### Brighton & Hove Albion
Minteh skiftede i juli 2024 til Brighton & Hove Albion på en permanent aftale.

## Landsholdskarriere
Minteh debuterede for Gambias landshold den 10. september 2023.